# Legislativversammlung von Nunavut

Das Wappen von Nunavut.

Die Legislativversammlung von Nunavut (englisch: Legislative Assembly of Nunavut; französisch: Assemblée législative du Nunavut; Inuktitut: ᓄᓇᕗᒥ ᒪᓕᒐᓕᐅᕐᕕᐊ; Inuinnaqtun: Nunavut Maligaliurvia) ist die gesetzgebende Versammlung für das kanadische Territorium Nunavut. Der Sitz der Versammlung ist das Legislativgebäude von Nunavut in Iqaluit.
Vor der Gründung Nunavuts als kanadisches Territorium am 1. April 1999 fanden am 15. Februar 1999 die Parlamentswahlen in Nunavut statt, bei denen die erste Legislaturperiode der gesetzgebenden Versammlung bestimmt wurde. Am 1. Mai 2000 bestimmte die Legislativversammlung Wappen und dem Streitkolben von Nunavut als Ergänzung zur Flagge zu den Symbolen des jüngsten Territoriums Kanadas. Die gesetzgebende Versammlung wurde am 7. Oktober 2002 von Queen Elisabeth II., Königin von Kanada, während ihrer Goldenen Thronjubiläums-Reise durch Kanada eröffnet.

## Mitglieder, Aufgaben und Ausschüsse

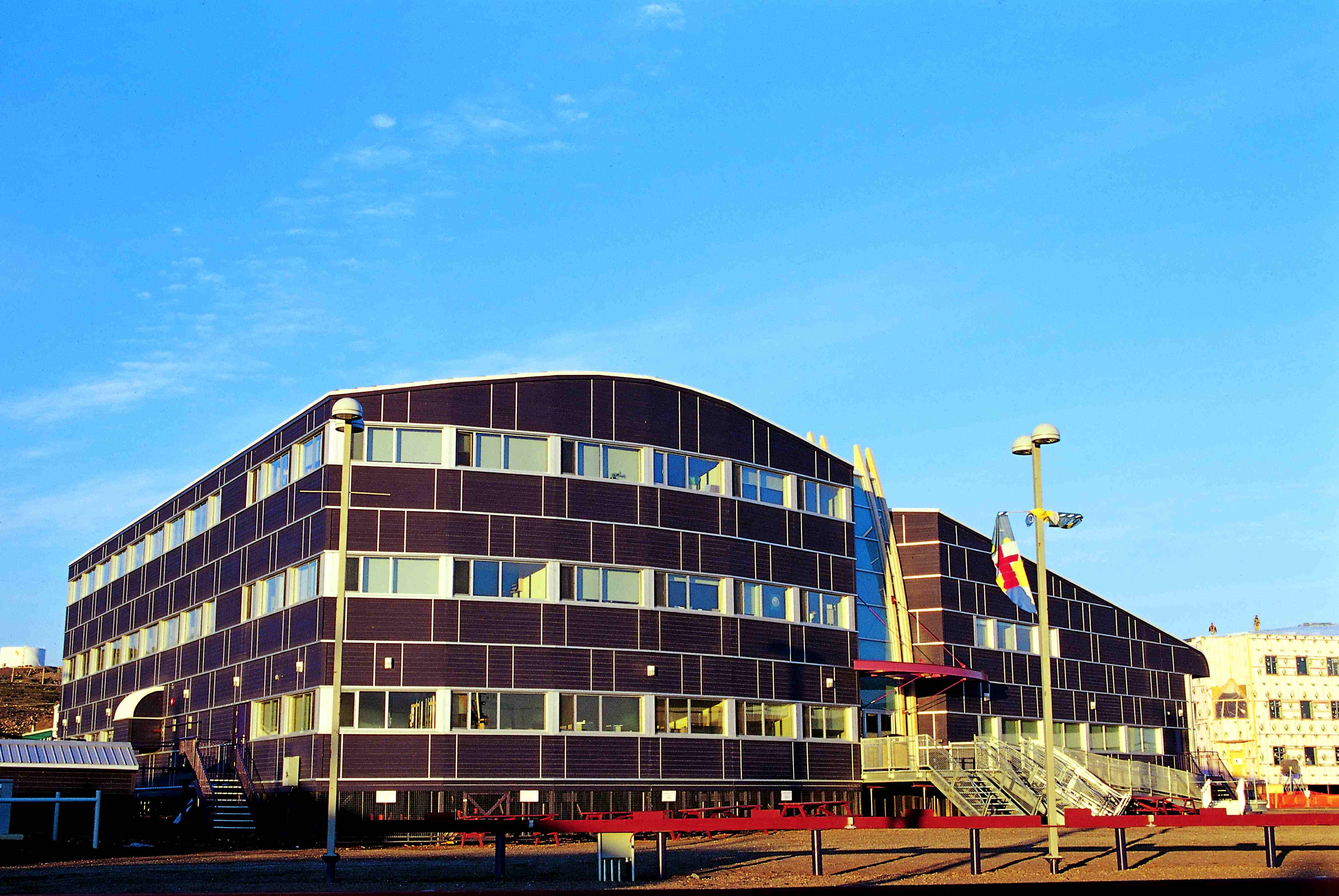
Das Parlamentsgebäude in Iqaluit.

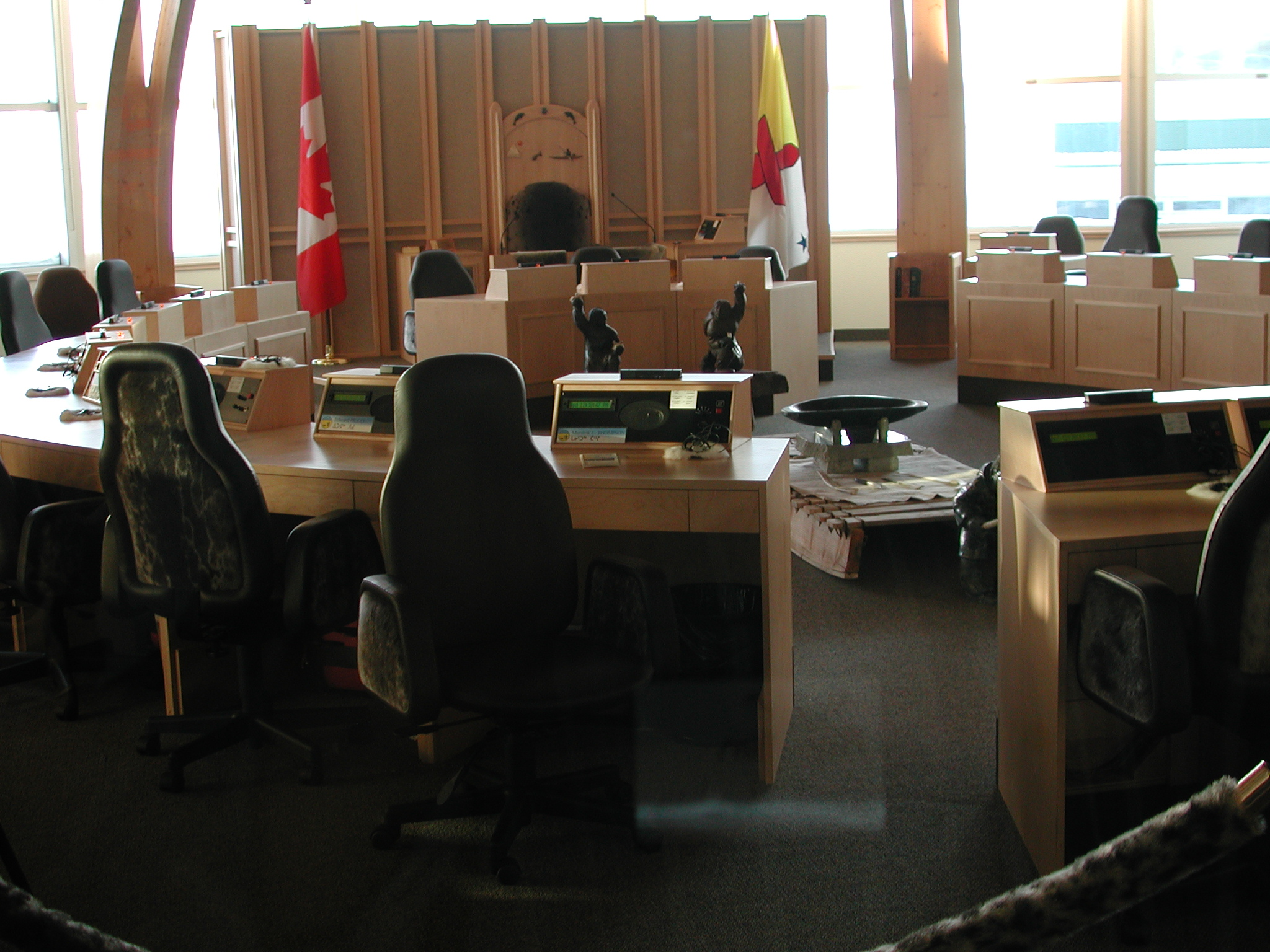
Der Sitzungssaal der Legislativversammlung von Nunavut

Derzeit gibt es 22 Sitze in der Legislativversammlung. Die derzeitige Versammlung ist die sechste in der Geschichte des Territoriums und ihre Mitglieder wurden bei den Wahlen am 25. Oktober 2021 gewählt.
Die Rolle eines Mitglieds der Legislativversammlung (MLA) kann auf zwei Arten beschrieben werden.
- 1. Das Mitglied fungiert als Sprecher der Menschen in seinem/ihrem Wahlkreis.
- 2. Das Mitglied fungiert als Vertreter seines/ihres Wahlkreises und vertritt mit gesundem Urteilsvermögen deren Interessen. MLAs spielen eine entscheidende Rolle dabei, die Menschen in ihren Wahlkreisen über die Arbeit der Regierung auf dem Laufenden zu halten und andererseits die Regierung über die Bedürfnisse und Reaktionen ihrer Wahlkreise auf die aktuellen Probleme der Regierung auf dem Laufenden zu halten. Mitglieder der Legislative Assembly tragen zum Gesetzgebungsprozess bei, indem sie in der Legislativversammlung debattieren, eigene Gesetzesentwürfe einbringen und am Ausschusssystem teilnehmen. Die Tätigkeit in ständigen und Sonderausschüssen ist zu einem wichtigen Teil der Aufgaben der Mitglieder geworden.

Die Tagesordnung ist die offizielle Tagesordnung des Parlaments. Sie wird vom Büro des Parlamentssekretärs für jeden Sitzungstag veröffentlicht und bietet zugleich einen Überblick über den Stand der an diesem Tag vor dem Parlament anstehenden Geschäfte.
Ständige und Sonderausschüsse der gesetzgebenden Versammlung werden gebildet, um sich mit verschiedenen Themen ausführlicher zu befassen, als dies im Repräsentantenhaus möglich ist. Die Verfahrensregeln in den Ausschüssen sind viel flexibler als die der gesetzgebenden Versammlung, und die Ausschussmitglieder dürfen die Ansichten und Erklärungen von Ministern, Beamten und anderen interessierten Parteien hören. Ständige Ausschüsse erfüllen drei wichtige Funktionen: das Studium der Gesetzgebung, die Prüfung politischer Fragen und die Überprüfung staatlicher Ausgabenvorschläge. Ständige Ausschüsse befassen sich mit laufenden Angelegenheiten der Versammlung. Sonderausschüsse können eingerichtet werden, um besondere Aufgaben zu übernehmen. Sonderausschüsse sammeln Informationen und öffentliche Eingaben zu bestimmten Fragen oder Themen und berichten der Versammlung, die ihre Empfehlungen debattiert und entweder annimmt oder ändert.

## Sprecher der Legislativversammlung und Stellvertreter
Die Mitglieder der gesetzgebenden Versammlung wählen den Sprecher offiziell am ersten Sitzungstag nach einer allgemeinen Wahl. Als offizieller Vertreter der gesetzgebenden Versammlung verkörpert der Sprecher die Institution als Ort, an dem sich Nunavuts demokratisch gewählte Abgeordnete zu Beratungen versammeln. Der Sprecher ist für die Durchsetzung der Regeln der gesetzgebenden Versammlung verantwortlich, leitet die Geschäftsleitung des Hauses und sorgt für Ordnung und Anstand. Als Vorsitzender des „Management and Services Board“ ist der Sprecher letztendlich für die Verwaltung des Büros der Legislativversammlung verantwortlich und hat die Gerichtsbarkeit über den Bezirk der gesetzgebenden Versammlung. Der Sprecher bekleidet sein Amt nach Belieben der Legislativversammlung. Der Sprecher stellt sicher, dass die Verfahren des Hauses gemäß seinen Regeln durchgeführt werden, und fungiert praktisch als „Schiedsrichter“ der gesetzgebenden Versammlung. Vom Sprecher wird erwartet, dass er in den Angelegenheiten des Hauses unparteiisch und neutral bleibt. Im Parlament werden hauptsächlich Inuktitut, Inuinnaqtun und Englisch gesprochen. Französisch ist auch eine Amtssprache von Nunavut und kann im Parlament ebenfalls gesprochen werden. Derzeitiger Sprecher ist seit dem 17. November 2021 Tony Akoak.
Der stellvertretende Sprecher wird von der gesetzgebenden Versammlung ernannt. Der stellvertretende Sprecher übt die Befugnisse und Pflichten des Sprechers aus, wenn der Sprecher abwesend, handlungsunfähig oder handlungsunfähig ist. Der stellvertretende Sprecher fungiert als Vorsitzender des Gesamtausschusses. Zwei stellvertretende Vorsitzende des Gesamtausschusses werden von der gesetzgebenden Versammlung ernannt. Stellvertretende Vorsitzende leiten den Gesamtausschuss, wenn der Vorsitzende nicht in dieser Funktion handelt.
Der Management and Services Board (MSB) der gesetzgebenden Versammlung trägt die Gesamtverantwortung für finanzielle und administrative Angelegenheiten der Legislativversammlung und von deren Büros. Das MSB besteht aus dem Sprecher der Legislativversammlung, mindestens einem Minister und drei Mitgliedern außer dem stellvertretenden Sprecher. Die Mitglieder der gesetzgebenden Versammlung bestimmen die Mitglieder des MSB durch einen formellen Antrag im Parlament. Der Sprecher leitet die Sitzungen des MSB. In Abwesenheit des Sprechers leitet der stellvertretende Sprecher die Sitzungen des MSB. Wenn sowohl der Sprecher als auch der stellvertretende Sprecher abwesend sind, kann das MSB einen amtierenden Vorsitzenden wählen. Der Sekretär der gesetzgebenden Versammlung fungiert als Sekretär des Vorstands. Die Befugnisse, Vollmachten und Verantwortlichkeiten des MSB sind in Abschnitt 40 des Gesetzes über die gesetzgebende Versammlung und den Exekutivrat (Legislative Assembly and Executive Council Act) festgelegt.

## Gesetzgebungsverfahren
Der Gesetzgebungsprozess in Nunavut ähnelt in vielerlei Hinsicht dem parlamentarischen Prozess, der in allen kanadischen Bundes-, Provinz- und Territorialparlamenten angewandt wird. Um Gesetz zu werden, müssen Gesetzesentwürfe mehrere Prüfungsphasen durchlaufen. Es gibt zwei grundlegende Arten von Gesetzesentwürfen: Regierungsentwürfe und Gesetzesentwürfe von Abgeordneten. Regierungsentwürfe werden von einem Minister eingebracht. Gesetzesentwürfe können neue Initiativen vorschlagen oder bestehende Gesetze ändern. Allerdings kann nur die Regierung einen sogenannten „Geldgesetzentwurf“ (Money Bill) einbringen – einen Gesetzentwurf, der die Ausgabe öffentlicher Gelder vorschlägt.

### Erste Lesung
In dieser Phase wird ein Gesetzentwurf zum ersten Mal in der Legislativversammlung eingebracht. Der Titel des Gesetzentwurfs wird verlesen, es findet jedoch keine Debatte über den Gesetzentwurf statt. An diesem Punkt wird der Gesetzentwurf zu einem öffentlichen Dokument, und jeder kann eine Kopie anfordern. Wenn die Versammlung dafür stimmt, mit dem Gesetzentwurf fortzufahren, geht es zur zweiten Lesung über.

### Zweite Lesung
In dieser Phase diskutieren die Abgeordneten das Prinzip des Gesetzentwurfs. Der Initiator des Gesetzesentwurfs kann eine Rede halten, in der er erklärt, warum der Gesetzentwurf eingebracht wird und was damit erreicht werden soll. Abgeordnete können sich in dieser Phase zum Gesetzentwurf äußern. Wenn die Debatte über den Gesetzentwurf beendet ist, stimmt die Versammlung erneut ab. Wenn der Gesetzentwurf in zweiter Lesung angenommen wird, wird er normalerweise an einen Ständigen Ausschuss verwiesen.
In dieser Phase wird ein Gesetzentwurf von einem der Ständigen Ausschüsse der Legislativversammlung Klausel für Klausel eingehend geprüft. Der Initiator des Gesetzentwurfs erscheint normalerweise vor dem Ständigen Ausschuss, um Fragen zum Gesetzentwurf zu beantworten. Der Ständige Ausschuss kann Organisationen und Mitglieder der Öffentlichkeit einladen, dem Ständigen Ausschuss ihre Ansichten zum Gesetzentwurf vorzutragen. Ständige Ausschüsse können auch öffentliche Anhörungen zu Gesetzentwürfen in Gemeinden außerhalb der Hauptstadt abhalten. Je nach Art des diskutierten Gesetzentwurfs kann die Phase des Ständigen Ausschusses zwischen einigen Tagen und mehreren Wochen dauern. Ständige Ausschüsse können Änderungen am Gesetzentwurf vorschlagen. Am Ende dieser Phase wird der Ständige Ausschuss den Gesetzentwurf an den Gesamtausschuss der Legislativversammlung zurückverweisen.
In dieser Phase haben alle Abgeordneten die Möglichkeit, den Gesetzentwurf zu diskutieren. Während des Gesamtausschusses leitet der Sprecher die Debatte nicht. Die Debatte in dieser Phase ist informeller. Der Sponsor des Gesetzentwurfs wird am Zeugentisch im Haus sitzen, um Fragen der Abgeordneten zum Gesetzentwurf zu beantworten.

### Dritte Lesung
Dies ist die letzte Phase, bevor der Gesetzentwurf die Zustimmung erhält und zum Gesetz wird. Der Zweck dieser Phase besteht darin, den Gesetzentwurf in seiner endgültigen Form zu überprüfen.

### Zustimmung
In dieser Phase wird der Kommissar von Nunavut dem Gesetzentwurf seine Zustimmung erteilen. Dies ist vergleichbar mit der Zustimmung eines Vizegouverneurs zu einem Gesetzentwurf in einer kanadischen Provinz. Es ist wichtig zu beachten, dass ein Gesetz nicht immer sofort nach Erhalt der Zustimmung in Kraft tritt. In einigen Fällen gibt das Gesetz ein anderes Datum an, an dem es in Kraft treten wird. In anderen Fällen wird angegeben, dass das Datum des Inkrafttretens später vom Kabinett entschieden wird.

## Premierminister und Kabinett

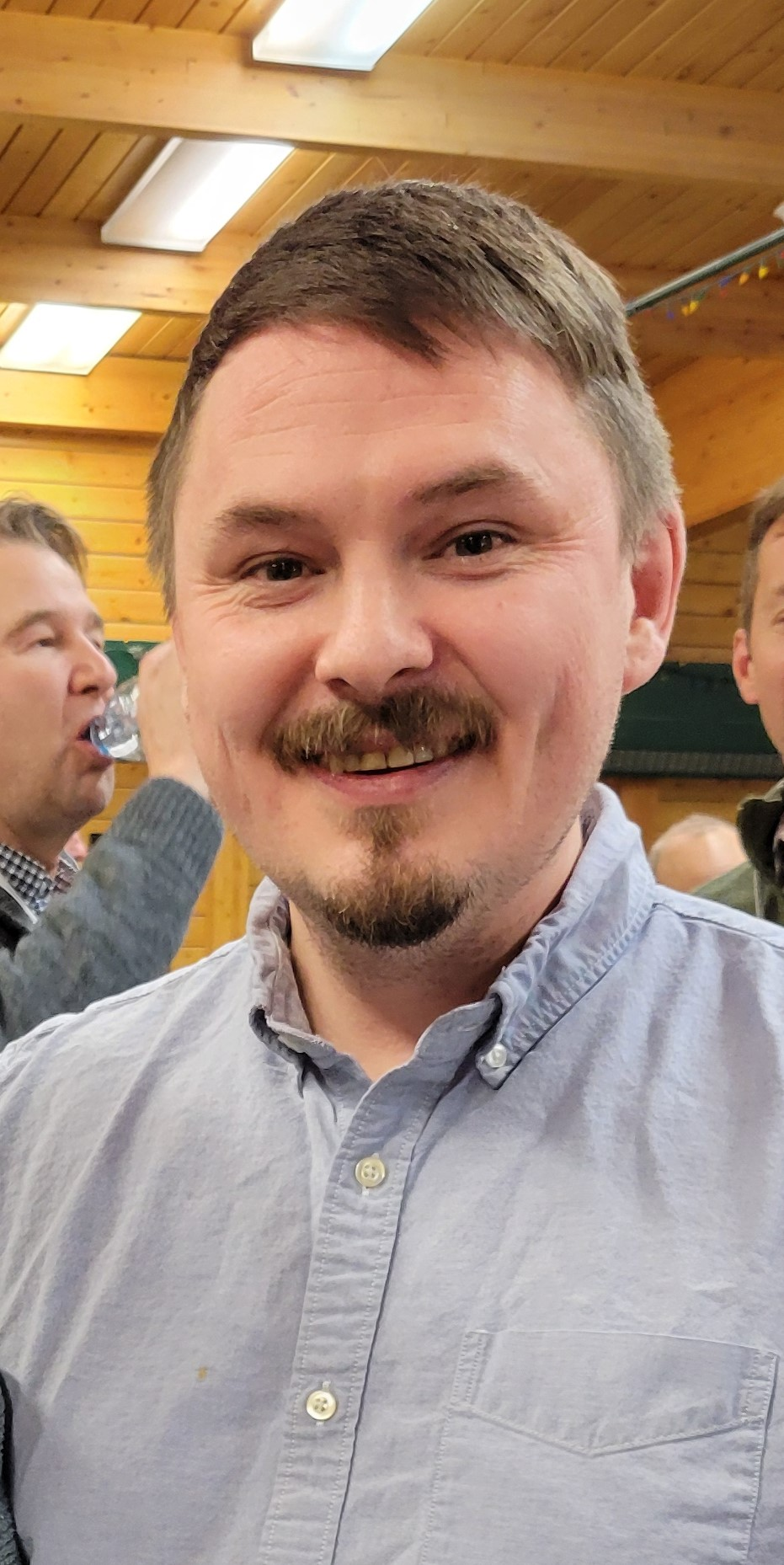
Pauloosie Jamesie Akeeagok ist seit dem 17. November 2021 Premierminister von Nunavut.

Das Kabinett (oder der Exekutivrat) wird von den Mitgliedern der gesetzgebenden Versammlung aus ihren eigenen Reihen ausgewählt. Die Mitglieder der gesetzgebenden Versammlung treffen sich in einem Forum, das als „Nunavut Leadership Forum“ bekannt ist. In diesem Forum nominieren sich die Mitglieder gegenseitig für den Exekutivrat. Anschließend hat jedes nominierte Mitglied die Möglichkeit, kurz vor der Versammlung zu sprechen. Anschließend wird eine geheime Abstimmung abgehalten, um die Auswahl des Exekutivrats abzuschließen. Derzeitiger Premierminister von Nunavut ist seit dem 17. November 2021 Pauloosie Jamesie Akeeagok.
Der Premierminister wird vom Kommissar von Nunavut auf Empfehlung der Legislativversammlung durch einen Antrag im Parlament offiziell ernannt. Der Premierminister hat mehrere Rollen zu besetzen. Neben seiner Funktion als Premierminister hat er oder sie auch die Aufgaben eines Abgeordneten und eines Ministers. Der Premierminister ist der Leiter der Exekutive und verantwortlich für die Gesamtleitung der Regierung von Nunavut. Der Premierminister wird vom Kabinettssekretär und dem Ministerium für Exekutiv- und zwischenstaatliche Angelegenheiten unterstützt.
Der Exekutivrat (Kabinett) von Nunavut ist das oberste Entscheidungsgremium der Exekutive. Er setzt sich aus dem Premierminister und den Ministern zusammen. Der Premierminister leitet die Kabinettssitzungen. Das Kabinett ist für die allgemeine Verwaltung und Leitung der Exekutive, einschließlich der Regierungsabteilungen, verantwortlich. Von Zeit zu Zeit kann das Kabinett Ausschüsse einrichten. Das Kabinett kann außerdem von Zeit zu Zeit die Einrichtung nicht ständiger Gremien, wie etwa ministerieller Arbeitsgruppen, genehmigen. Der ranghöchste Beamte im Kabinett ist der Kabinettssekretär und stellvertretende Minister der Exekutive.
Der Finanzverwaltungsausschuss FMB (Financial Management Board) ist ein gesetzlich eingerichteter Unterausschuss des Kabinetts, dem der Finanzminister vorsitzt. Obwohl der FMB den Weisungen des Exekutivrats unterliegt, leitet er seine Befugnisse aus dem Finanzverwaltungsgesetz FAA (Financial Administration Act) ab. Der ranghöchste Beamte im FMB ist der Kabinettssekretär und stellvertretende Finanzminister.

## Kommissarin von Nunavut

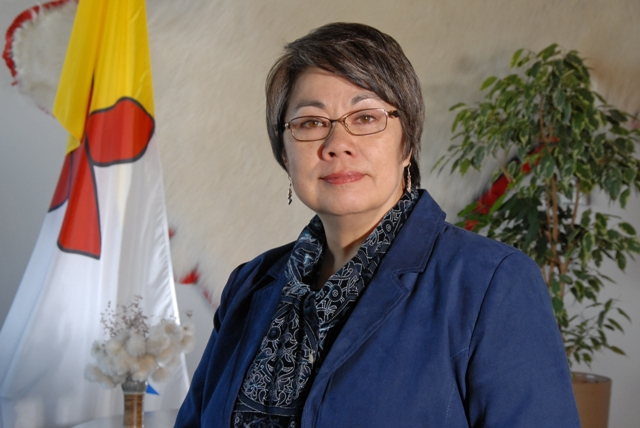
Eva Aariak war von 2008 bis 2013 Premierministerin und ist seit 2021 Kommissarin von Nunavut.

Der Kommissar von Nunavut ist ein von der Bundesregierung ernannter Posten, der ähnliche Verantwortlichkeiten wie ein Vizegouverneur einer Provinz hat. Die drei nördlichen Territorien (Nunavut, die Nordwest-Territorien und das Yukon) haben jeweils einen Kommissar. Die Rolle des Kommissars ist in den Abschnitten 5 bis 10 des bundesgesetzlichen Nunavut Act formell umrissen. Vom Kommissar wird außerdem erwartet, dass er gemäß dem Anweisungsschreiben handelt, das er oder sie bei seiner Ernennung vom Bundesminister für Indianer- und Nordangelegenheiten erhält. Diese Anweisungen müssen laut Gesetz der gesetzgebenden Versammlung vorgelegt werden. Der Kommissar ist laut Gesetz offiziell der „Chief Executive“ für Nunavut und Teil der Legislativversammlung (in dem Sinne, dass die Zustimmung des Kommissars erforderlich ist, bevor ein Gesetz in Kraft tritt). Die Position hat sich jedoch im Laufe der Zeit weiterentwickelt. Heute sind die Befugnisse des Kommissars weitgehend symbolisch. In Angelegenheiten, die sein oder ihr Handeln erfordern, wird vom Kommissar je nach Fall erwartet, dass er den Rat des Kabinetts oder der gesetzgebenden Versammlung befolgt. Der stellvertretende Kommissar übt das Amt und die Funktionen des Kommissars während dessen Abwesenheit, Krankheit oder sonstiger Verhinderung aus oder wenn das Amt des Kommissars vakant ist. Derzeitige Kommissarin von Nunavut ist seit 2021 Eva Aariak, die von 2008 bis 2013 Premierministerin war.

## Die Parlamentsverwaltung, Sergeant-at-Arms und Hansard
Die Position des Sekretärs (Clerk) der gesetzgebenden Versammlung ist für das Funktionieren der Institution von zentraler Bedeutung. Der Sekretär wird vom Kommissar von Nunavut auf Empfehlung des Management and Services Board ernannt, das auf Antrag der gesetzgebenden Versammlung genehmigt wurde.
Der Sekretär ist praktisch der stellvertretende Minister des Büros der gesetzgebenden Versammlung. Der Sekretär berichtet an den Sprecher und fungiert auch als Sekretär des Management and Services Board. Der Sekretär fungiert auch als Sekretär des Order of Nunavut Advisory Council. Als leitender Beamter des Büros der Legislativversammlung berichten alle anderen Mitarbeiter und Beamten der gesetzgebenden Versammlung an den Sekretär.

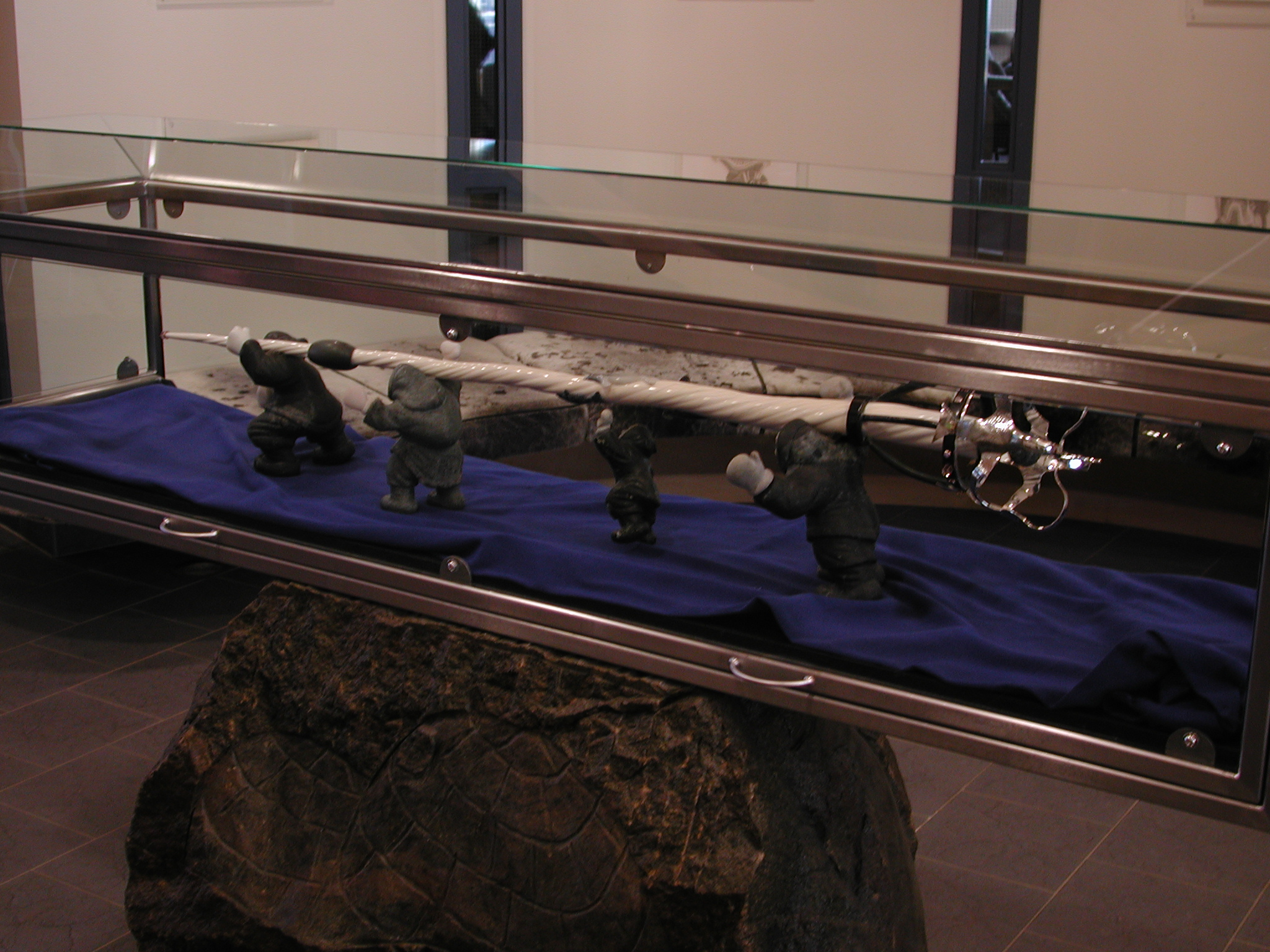
Die zeremonielle „Keule“ des Sergeant-at-Arms.

Im 12. Jahrhundert bestand die Aufgabe des Sergeant-at-Arms darin, den König oder die Königin zu schützen, indem er die „Keule“ (the Mace) als Waffe einsetzte. Heute ist der Sergeant-at-Arms dafür verantwortlich, die Keule bei Eröffnung und Abschluss jedes Sitzungstages zeremoniell in den Saal und wieder hinaus zu tragen. Er oder sie ist auch für die Bewachung der Keule, die Aufrechterhaltung der Ordnung auf der öffentlichen Besuchergalerie, die Leitung der Pagen, die Gewährleistung der Sicherheit im Saal und den Schutz der Mitglieder und des Personals verantwortlich.
Der Hansard ist der offizielle Bericht über die Debatten und Verhandlungen in der gesetzgebenden Versammlung von Nunavut. Er wird nach jedem Sitzungstag der Versammlung veröffentlicht. Er wird sowohl auf Inuktitut als auch auf Englisch veröffentlicht. „Innirvik Support Services“ in Iqaluit beschäftigt ein Team von mindestens zehn Personen, um diese anspruchsvolle Aufgabe zu erfüllen. Nunavut ist zusammen mit New Brunswick und dem kanadischen Parlament in Ottawa der einzige Rechtsraum in Kanada, der einen zweisprachigen Hansard herausgibt.
Daneben gibt es weitere unabhängige Beamte der Legislativversammlung, die für bestimmte Aufgaben zuständig sind. Hierzu gehören der Oberste Wahlbeamte, der Informations- und Datenschutzbeauftragte, der Integritätsbeauftragte, der Sprachenbeauftragte, der Vertreter des Rechnungshofes von Kanada sowie der Vertreter für Kinder und Jugendliche.

## Weblink
Legislative Assembly of Nunavut. Homepage der Legislativversammlung von Nunavut (englisch).